# Bexar
Bexar (em árabe: بشار; em francês:  Béchar) é a maior cidade do oeste do país e localiza-se no Saara. Seu desenvolvimento está diretamente ligado à presença do exército argelino ao longo da fronteira com o Marrocos.